# یارتسووا
یارتسووا (به چکی: Jarcová) یک منطقهٔ مسکونی در جمهوری چک است که در ناحیه وستین واقع شده‌است. یارتسووا ۵٫۲۴ کیلومتر مربع مساحت و ۶۸۹ نفر جمعیت دارد و ۳۴۵ متر بالاتر از سطح دریا واقع شده‌است.